# Synallaxis maranonica
Synallaxis maranonica е вид птица от семейство Furnariidae. Видът е критично застрашен от изчезване.

## Разпространение
Видът е разпространен в Еквадор и Перу.